# الدوري النرويجي الممتاز 1958–59
الدوري النرويجي الممتاز 1958–59 (بالنرويجية: Hovedserien 1958–59)‏ هو موسم من الدوري النرويجي الممتاز. أشرف على تنظيمه اتحاد النرويج لكرة القدم، وكان عدد الأندية المشاركة فيه 16، وفاز فيه نادي ليلستروم.